# Pleopeltis mexicana
Pleopeltis mexicana är en stensöteväxtart som först beskrevs av Antoine Laurent Apollinaire Fée och som fick sitt nu gällande namn av John T. Mickel och Joseph M. Beitel.
Pleopeltis mexicana ingår i släktet Pleopeltis och familjen Polypodiaceae. Inga underarter finns listade i Catalogue of Life.